# Botelho (futebolista)
Sérgio Botelho de Deus, mais conhecido como Botelho (14 de junho de 1953), é um ex-futebolista brasileiro, que atuava como atacante.

## Carreira
Se transferiu para o Bahia, onde foi Campeão Baiano de 1979.
Foi comprado no começo de 1980 Desportiva Ferroviária por 360 mil cruzeiros. Esteve na seleção dos melhores jogadores do Campeonato Brasileiro daquele ano, quando marcou 10 gols e recebeu a Bola de Prata. Com esse feito, a Desportiva Ferroviária se tornou o único clube capixaba a ter um jogador entre os melhores do Campeonato Brasileiro.

## Títulos
Tiradentes
- Campeonato Piauiense: 1974

Nacional
- Campeonato Amazonenese: 1976[5] e 1986

Bahia
- Campeonato Baiano: 1979

Desportiva Ferroviária
- Campeonato Capixaba: 1980

### Prêmios
- Bola de Prata: 1980